# Vakhtang V de Kartli
Vakhtang V (Shah Nawaz Khan II) era el fill gran de Bagrat II tercer príncep de Mukhrani i regent de Geòrgia i de la filla de Sidamoni, eristhavi de l'Aragvi. Fou rei de Kartli del 1658 al 1676.
Va rebre el títol de Bakhta Beg del xa de Pèrsia. Va succeir el seu cosí com a sisè Mukhrani-batoni (príncep de Mukhran) sota el nom de Vakhtang II, el 1648. Adoptat com a fill pel rei Rustam de Kartli va ser fet hereu el 1653. Nomenat djanisin (virrei) per decisió del xa de Pèrsia amb el títol de Shah Nawaz Khan el 1658. Fou coronat l'1 de gener de 1659.
Es va casar amb Rwadam (+1678), filla del noble Vakhtang-Orbel Qaplanishvili-Orbeliani, jutge de l'alta cort, que es va fer monja; i després amb Mariami, vídua del seu parent i pare adoptiu Rustam.
El 1660 Vakhtang va passar a l'Imerècia on el rei Alexandre acabava de morir i s'havia rebel·lat el gran senyor de Mingrèlia, Vameq Dadiani. Vakhtang el va derrotar i va col·locar al tron al seu propi fill Artxil de 14 anys. El mateix any la Kakhètia el va cridar per a ser rei i encara que no va ser coronat va tenir tot el poder. Només el Samtskhé, ocupat pels turcs, escapava al seu poder. El seu fill va ser proclamat rei de Kakhètia per ordre del xa el 1663. Però després li devia semblar que s'acumulava massa poder i el 1675 va fer venir a Irakli, net de Teymuraz, que vivia a la cort del tsar a Moscou. A Irakli el xa li va oferir el tron però es negà a fer-se musulmà.
L'any següent va morir Vakhtang (Shah Navaz I) quan ja havia estat cridat a la cort persa. Va morir a Khoscaro, Gandja, el setembre del 1676.